# Тимофеев, Вячеслав Павлинович
 Вячесла́в Павли́нович Тимофе́ев (3 июля 1931, Нижний Тагил, Уральская область — 16 марта 2004, Челябинск) — советский российский филолог. Преподаватель в Челябинском государственном университете, Шадринском государственном педагогическом институте, кандидат филологических наук.
Специалист в области фольклористики, поэтики, истории русской лингвистики, психолингвистики (проблемы языковой личности). Автор трудов «Фразеологический словарь диалектной личности», «Диалектный словарь личности» (Шадринск, 1971), «Словарь рифм Сергея Есенина», «Фразеология диалектной личности».

## Биография
Вячеслав Павлинович Тимофеев родился 3 июля 1931 года в городе Нижний Тагил Уральской области, ныне город — административный центр городского округа Нижний Тагил Свердловской области.
Детство и юность связаны с селом Мехонским, где он в 1948 году окончил школу.
В 1948 году поступил на факультет русского языка и литературы Шадринского государственного педагогического института (ныне университет).
В 1952—1955 годах учился в аспирантуре Московского государственного педагогического института имени В. И. Ленина. Среди его учителей — А. Ф. Лосев. В 1955 году успешно защитил диссертацию по теме «Лексико-семантическое и морфологическое соотношение кратких и полных форм имен прилагательных в современном русском языке». 
После защиты диссертации молодой кандидат филологических наук преподавал в 1955—1957 годах в Челябинском государственном педагогическом институте.
В 1957—1977 годах работал в Шадринском государственном педагогическом институте, читал учебные курсы: «Введение в языкознание», «Общее языкознание», «Современный русский язык». В 1959—1962 годах был деканом филологического факультета, в 1965—1969 и в 1971—1973 годах заведовал кафедрой русского языка, в 1972—1974 годах был проректором по научной и учебной работе. 
В 1977—1978 годах работал в Лесосибирском государственном педагогическом институте.
С 1978 года работал в Челябинском государственном университете на кафедре русского языка.
Вячеслав Павлинович Тимофеев скончался 17 марта 2004 года в городе Челябинске Челябинской области.

## Награды и звания, премии
- Лауреат премии им. В. П. Бирюкова, 1996 год

## Семья
- Жена Тимофеева Александра Тихоновна (род. 1931), преподаватель кафедры русского языка ШГПИ
  - Дочь Ольга Вячеславовна Тимофеева (род. 1956), доцент, кандидат филологических наук, заведующая кафедрой русского языка Шадринского государственного педагогического института в 2000-2004 годах[3].